# Camino de Santiago Vasco del Interior
El Camino de Santiago Vasco del Interior, también llamado Ruta Jacobea Vasca o Ruta de Bayona, fue la más importante entre los siglos X y XIII.
En julio de 2015 la U.N.E.S.C.O dice: Se trata de una extensión del bien cultural en serie denominado "Camino de Santiago de Compostela", que se inscribió en la Lista de Patrimonio Mundial en 1993. Esta extensión comprende una red de cuatro itinerarios de peregrinación cristiana - el Camino costero, el Camino interior del País Vasco y La Rioja, el Camino de Liébana y el Camino primitivo- que suma unos 1500 km y atraviesan el norte de la península ibérica. El bien cultural ampliado posee un rico patrimonio arquitectónico de gran importancia histórica, compuesto por edificios destinados a satisfacer las necesidades materiales y espirituales de los peregrinos: puentes, albergues, hospitales, iglesias y catedrales. También cuenta con algunas de las rutas primigenias de peregrinación a Santiago de Compostela, creadas después de que en el siglo IX se descubriera en el territorio de esta localidad un sepulcro que, según  se cree, encierra los restos mortales del apóstol Santiago el Mayor. Caminos de Santiago de Compostela: Camino francés y Caminos del Norte de España, en www.unesco.org

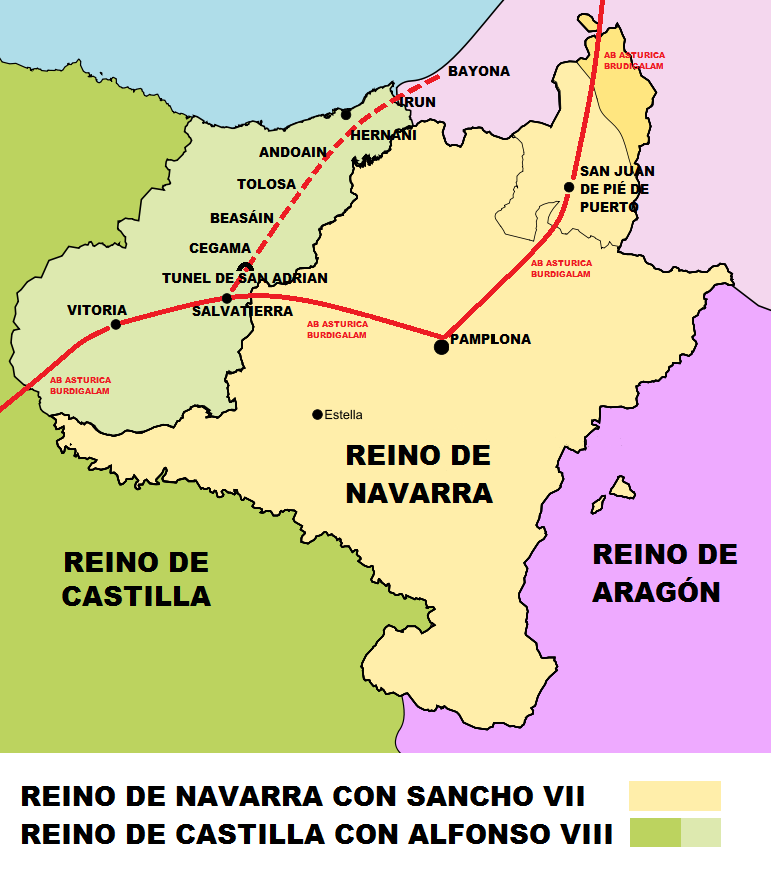
Reinos de Navarra y Castilla en 1199. Túnel de San Adrián

El Camino de Santiago de la Costa se encontraba asediado por los asaltos de los bárbaros normandos (vikingos) y al sur, lo que conocemos por el Camino de Santiago Francés, la dominación árabe era plena por lo que la Ruta de Bayona se convertía en el trazado más seguro para los cristianos que se dirigían a Compostela, enlazando desde Bayona por el túnel de San Adrián con la calzada romana  XXXIV Ab Asturica Burdigalam, a la altura de San Millán/Salvatierra, conocida en la Edad Media como Vía Aquitania, por el flujo de peregrinos que llegaban desde esa región, origen del Camino Francés.
Además, tanto el privilegio otorgado en el Fuero de Miranda por Alfonso VI en 1099 (Miranda era paso obligado del Ebro junto con Logroño) como la conversión de la ruta por parte de Alfonso VIII que invadió Álava, con un largo asedio a Vitoria, Guipúzcoa y el Duranguesado, en Camino Real, creando un paso seguro a la frontera Gala sin pasar por tierras de su enemigo navarro, se potencia el paso de peregrinos.  El rey Alfonso X, fomentó el uso de esta ruta fundando entre 1256 y 1268, las villas de Salvatierra en Álava, en el punto de unión con la calzada; Segura, Villafranca de Ordizia, Tolosa y tal vez Hernani, en Guipúzcoa. Estas nuevas villas situadas como etapas a lo largo de la ruta que atraviesa el Paso de San Adrián y sigue el valle del río Oria hasta la costa convierten a esta nueva ruta en una alternativa popular para los peregrinos y viajeros, que pueden encontrar acomodo y seguridad a lo largo de la misma, siendo en los periodos de guerra entre el Reino de Navarra y Francia, entre los siglos XII Y XIV, la mejor alternativa para los peregrinos franceses, consolidando la ruta vasco - castellana iniciada por  Alfonso VIII.
Tras las conquistas de Nájera, Logroño, Cellorigo y Briviesca por parte de Sancho III el Mayor de Navarra, el camino decayó en detrimento del Camino de Santiago franco-navarro.
En cualquier caso, bien en Santo Domingo de la Calzada si se opta por la ruta por Haro, bien en Burgos si se prefiere la ruta de Miranda de Ebro, los peregrinos alcanzarán la mayoritaria Ruta Jacobea de los Franceses. Por esta razón se hacen ocasionalmente referencias a este trazado como Camino de Santiago Vasco-Francés.

## Trazado de la ruta

### Ruta por Haro
| Población                         | Provincia | A Santiago (km) |
| --------------------------------- | --------- | --------------- |
| Irún                              | Guipúzcoa | 772             |
| Oyarzun                           | Guipúzcoa | 764             |
| Astigarraga                       | Guipúzcoa | 754             |
| Hernani                           | Guipúzcoa | 750             |
| Andoáin                           | Guipúzcoa | 743             |
| Villabona                         | Guipúzcoa | 737             |
| Tolosa                            | Guipúzcoa | 729             |
| Villafranca de Ordizia            | Guipúzcoa | 715             |
| Beasáin                           | Guipúzcoa | 712             |
| Segura                            | Guipúzcoa | 704             |
| Cegama                            | Guipúzcoa | 699             |
| Zalduendo de Álava                | Álava     | 685             |
| Ordoñana (San Millán)             | Álava     | 682             |
| Salvatierra                       | Álava     | 679             |
| Ezquerecocha (Iruraiz-Gauna)      | Álava     | 672             |
| Elburgo                           | Álava     | 661             |
| Vitoria                           | Álava     | 649             |
| La Puebla de Arganzón             | Burgos    | 629             |
| Burgueta                          | Burgos    | 624             |
| Estavillo (Armiñón)               | Álava     | 622             |
| Berantevilla                      | Álava     | 606             |
| Zambrana                          | Álava     | 602             |
| Salinillas de Buradón (Labastida) | Álava     | 596             |
| Briñas                            | La Rioja  | 591             |
| Haro                              | La Rioja  | 586             |
| Zarratón                          | La Rioja  | 578             |
| Cidamón                           | La Rioja  | 575             |
| San Torcuato                      | La Rioja  | 573             |
| Bañares                           | La Rioja  | 571             |
| Santo Domingo de la Calzada       | La Rioja  | 566             |

### Ruta por Miranda de Ebro
| Población                                             | Provincia         | A Santiago (km) |
| ----------------------------------------------------- | ----------------- | --------------- |
| Desde Irún hasta Burgueta similar al trazado anterior | Guipúzcoa y Álava |                 |
| Estavillo (Armiñón)                                   | Álava             | 574             |
| Miranda de Ebro                                       | Burgos            | 563             |
| Orón (Miranda de Ebro)                                | Burgos            | 560             |
| Ameyugo                                               | Burgos            | 553             |
| Pancorbo                                              | Burgos            | 547             |
| Zuñeda                                                | Burgos            | 534             |
| Grisaleña                                             | Burgos            | 531             |
| Cameno (Briviesca)                                    | Burgos            | 526             |
| Briviesca                                             | Burgos            | 536             |
| Quintanavides                                         | Burgos            | 522             |
| Burgos                                                | Burgos            | 492             |

### Variante de Saiatz
Esta variante está en Guipúzcoa. En lugar de transcurrir por la ribera del río Oria lo hace por montañas que hay sobre su margen izquierdo. La variante deja el otro camino en Hernani y se une con él en Ceráin, a unos dos kilómetros de Segura (hay que tener en cuenta que algunas guías indican que el camino principal pasa por Ceráin y otras dan este tránsito como alternativo). Esta variante toma su nombre de una histórica Alcaldía Mayor, posteriormente Unión y actualmente Mancomunidad, también conocida como Saiaz.

### Galería de imágenes

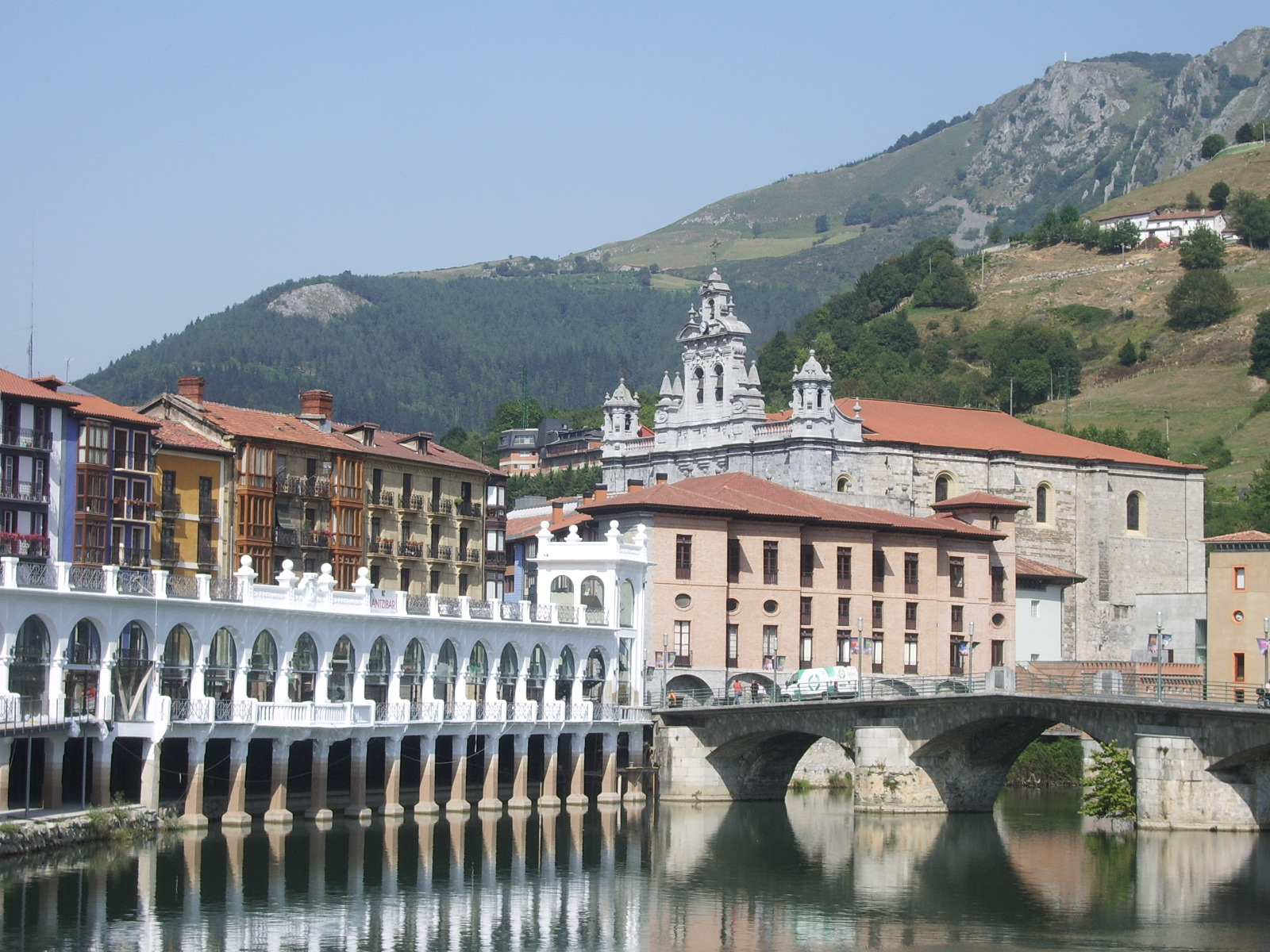
Tolosa (Guipúzcoa).
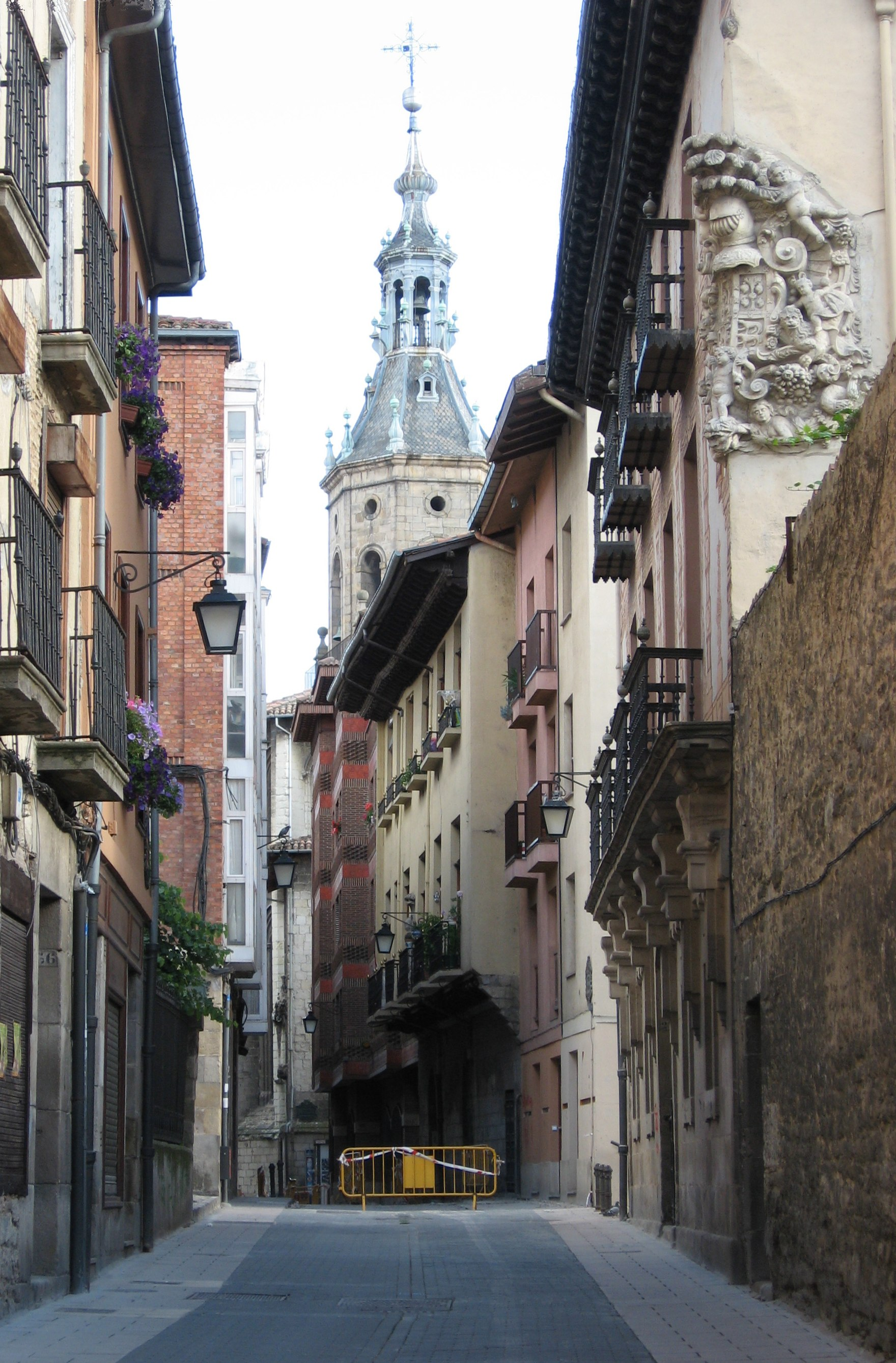
Vitoria-Gasteiz (Álava).
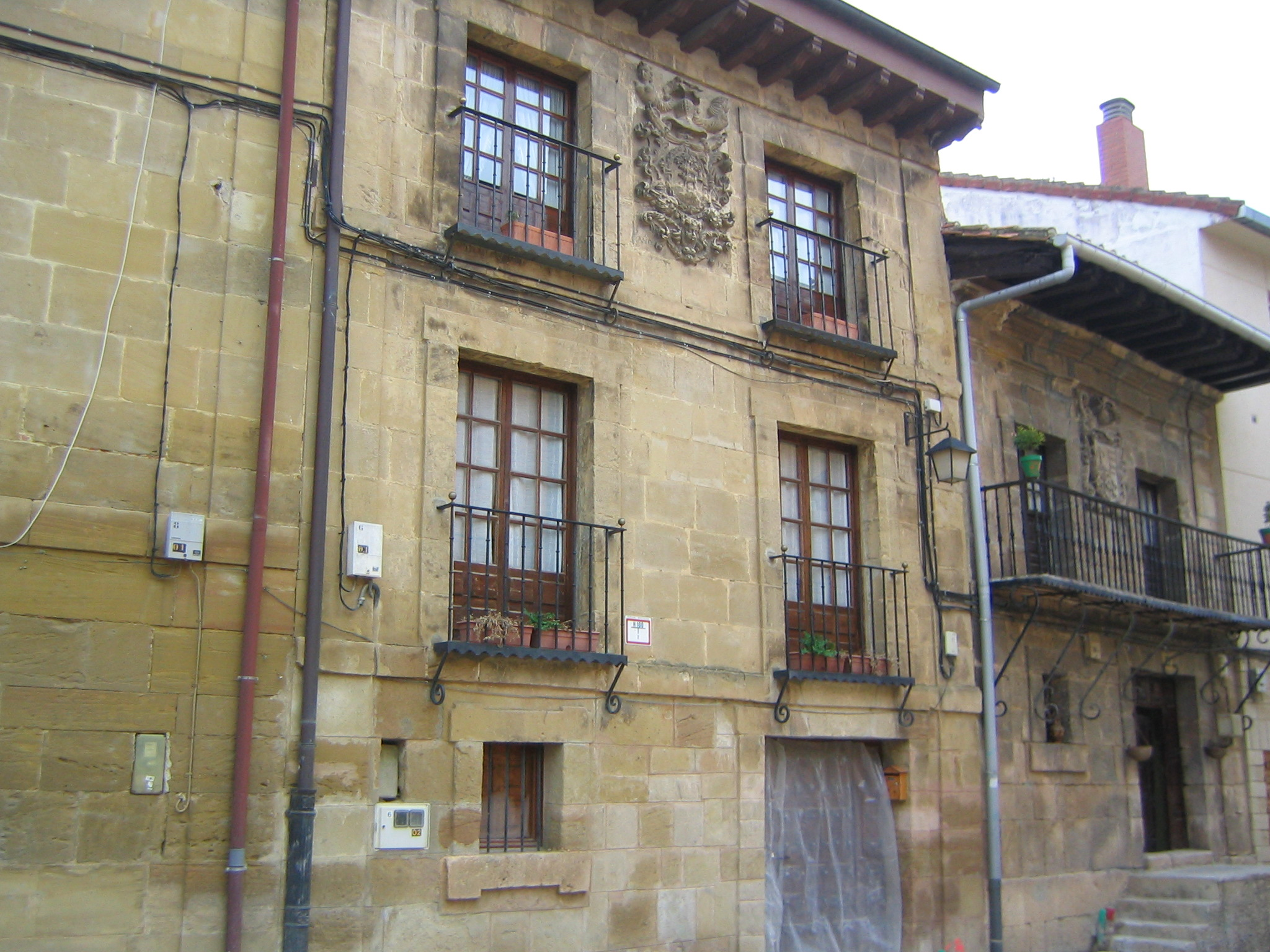
Salinillas de Buradón (Álava).
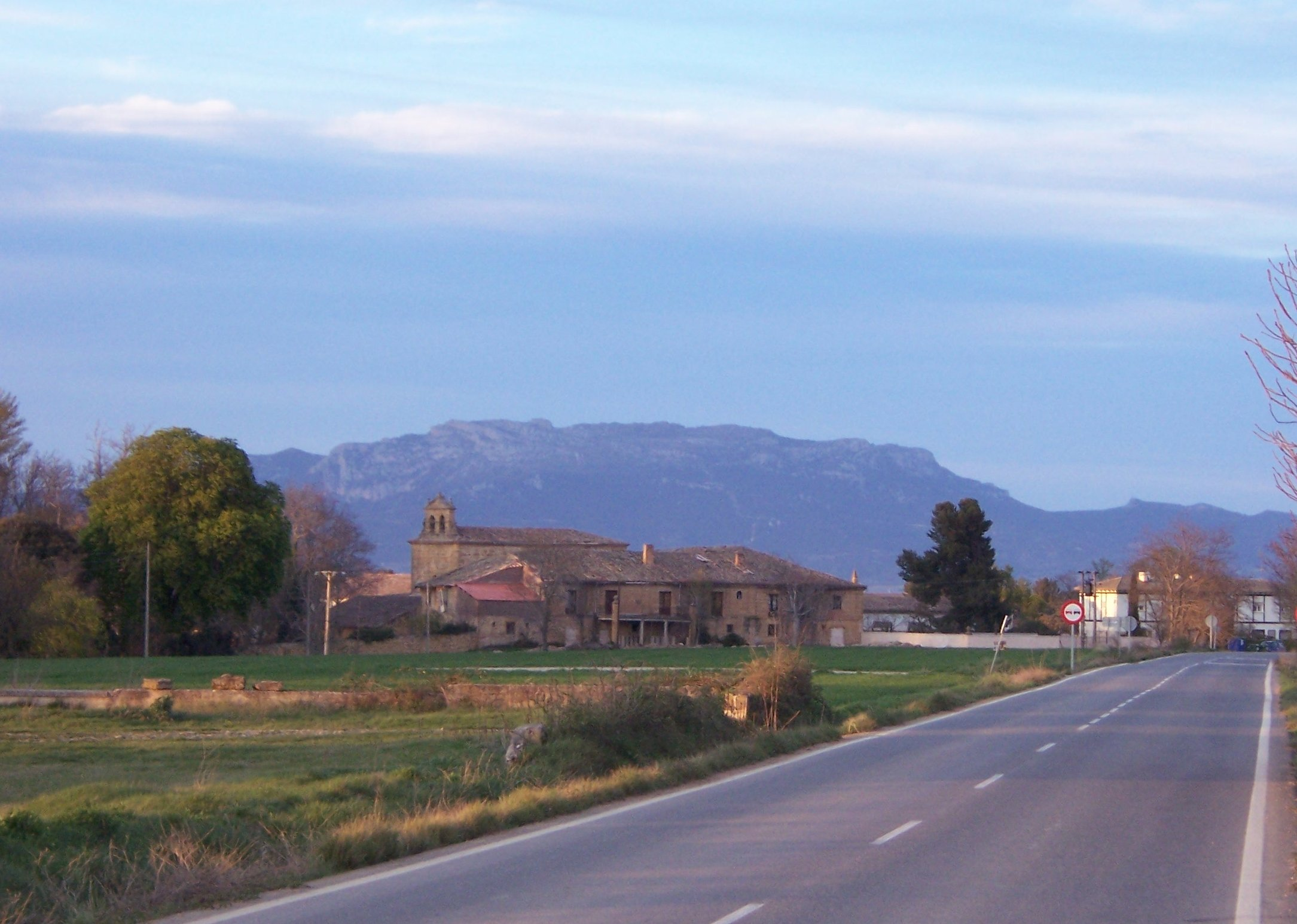
Cidamón (La Rioja).
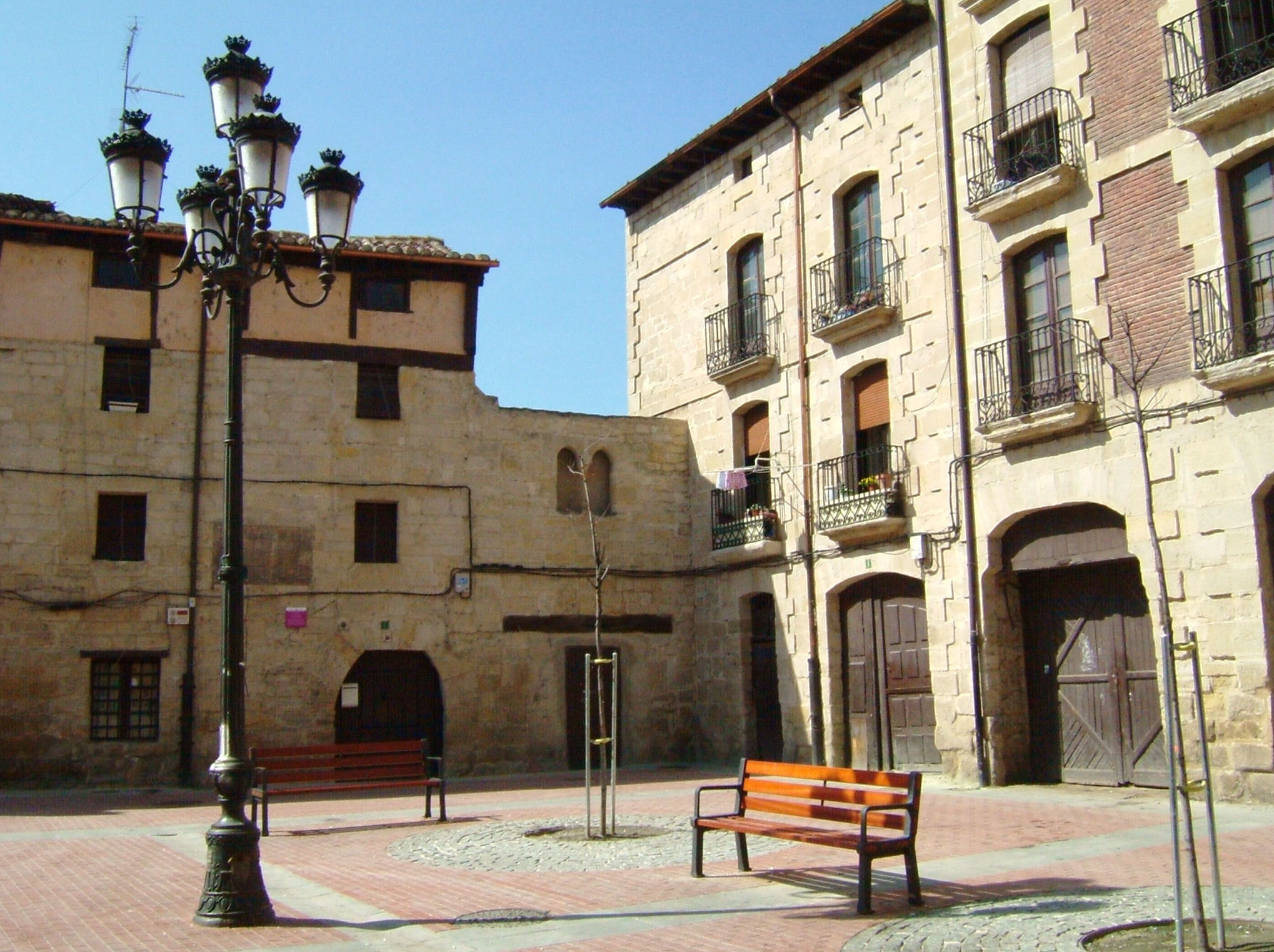
Miranda de Ebro (Burgos).

## Patrimonio de la ruta
Aun tratándose de una ruta de escaso metraje, el patrimonio que alberga esta vía de peregrinación jacobea es uno de los más llamativos de cuantos se describen en España.

### Patrimonio natural y paisajístico
- Algunos de los más llamativos paisajes de la ruta se encuentran en estos espacios naturales:
  - Parque Natural de Aizkorri-Aratz.
  - Riscos de Bilibio en Haro.
  - Isla de los Faisanes en Irún.
  - Desfiladero de Pancorbo.

### Patrimonio arqueológico
Además de los numerosos yacimientos monumentales megalíticos entre los que se encuentran los de Cegama, Hernani y Oyarzun, existen vestigios de antiguas civilizaciones como los romanos de Arce-Mirapérez en Miranda de Ebro o las explotaciones mineras de Arditurri en Oyarzun.

### Patrimonio artístico y monumental
- Rico y variado es el conjunto de construcciones religiosas que conforman el patrimonio monumental de este camino histórico. Son una muestra de ellas las siguientes:
  - Catedral de Santa María en Burgos.
  - Catedral de Santo Domingo en Santo Domingo de la Calzada.
  - Catedral de Santa María en Vitoria.
  - Basílica de Nuestra Señora de la Vega en Haro.
  - Basílica de San Juan Bautista en Oyarzun.
  - Santuario de Nuestra Señora de Estíbaliz en Vitoria.
  - Monasterio de Santa María la Real de Las Huelgas en Burgos.
  - Cartuja de Santa María de Miraflores en Burgos.
  - Ruinas del Real monasterio de Nuestra Señora de Fresdelval en Burgos.
  - Convento de San Agustín en Hernani.
  - Convento de San Francisco en Santo Domingo de la Calzada.
  - Convento de las Concepcionistas Franciscanas en Segura.
  - Iglesia parroquial de la Santa Cruz en Bañares.
  - Iglesia de la Asunción en Briñas.
  - Iglesia de San Gil Abad en Burgos.
  - Iglesia de Santa Águeda en Burgos.
  - Iglesia de San Martín de Tours en Cegama.
  - Iglesia Parroquial de Santo Tomás Apóstol en Haro.
  - Iglesia de Nuestra Señora del Juncal en Irún.
  - Iglesia de Santa María en Miranda de Ebro.
  - Iglesia del Espíritu Santo en Miranda de Ebro.
  - Iglesia de San Francisco en Santo Domingo de la Calzada.
  - Iglesia parroquial de Nuestra Señora de la Asunción en Segura.
  - Iglesia de San Miguel Arcángel en Vitoria.
  - Iglesia Parroquial de la Asunción en Zarratón.
  - Ermita de la Santa Cruz en Bañares.
  - Humilladero en Briñas.
  - Crucero de la Inmaculada Concepción en Briñas.

- Por lo que respecta a la arquitectura residencial algunos de los más notables ejemplos de edificios que el peregrino puede visitar en su camino hacia Santiago de Compostela son éstos:
  - Caserío Letamendi en Beasain.
  - Casa nº 19 en Elburgo.
  - Palacio de los Condes de Oñate en Salinillas de Buradón.
  - Casa de Begoña en Salvatierra.
  - Casa Azcárraga en Salvatierra.
  - Caserío Larrea en Villabona.
  - Palacio de Ajuria Enea en Vitoria.
  - Palacio de Andoin-Luzuriaga en Zalduendo de Álava.
  - Palacio Lazarraga en Zalduendo de Álava.
  - Palacio de los Condes de Casafuerte en Zarratón.
  - Casa de las Cadenas en Miranda de Ebro.
  - Casa de los Urbina en Miranda de Ebro.

- Algunos edificios industriales o comerciales son catalogados en la actualidad como "Bienes de Interés Cultural". Algunos de los que podemos encontrar en este circuito turístico son:
  - Fábrica de brocas Laborde Hnos. en Andoáin.
  - Fábrica de Manufacturas Olaran en Beasain.
  - Casa taller Bonilla en Vitoria.
  - Fábrica Azucarera Alavesa en Vitoria.
  - Gasolinera Goya en Vitoria.
  - Ópera-Cinema Vesa en Vitoria.

- La tradición jacobea de esta ruta queda plasmada en algunas construcciones que vienen siendo comunes en la generalidad de las rutas jacobeas. Algunos de ellos están especialmente dedicados a la atención del peregrino, otros son imprescindibles para hacer el camino:
  - Antiguo Hospital del Rey en Burgos.
  - Antiguo hospital de Anduetza en Cegama.
  - Hospital Sancho de Urdanibia en Irún.
  - Antiguo hospital de Santa Ana en Salinillas de Buradón.
  - Puente de Briñas en Haro.
  - Puente de Carlos III en Miranda de Ebro.
  - Fuente del Moro en Haro.

- Otras construcciones civiles de carácter público que merecen ser citadas por su interés artístico o monumental son:
  - Los ayuntamientos de Cegama, Haro, Hernani, Irún, Miranda de Ebro, Oyarzun o Segura.
  - Rollo jurisdiccional La Picota en Miranda de Ebro.
  - Estación de Ferrocarril en Miranda de Ebro.

- Como no podía ser de otro modo, también la arquitectura militar está representada en los bienes patrimoniales de este camino. Algunos de los ejemplos más significativos son:
  - Ruinas del castillo en Bañares.
  - Puertas de la Ciudad en Haro.
  - Castillo de Gaztelu Zahar en Irún.
  - Ruinas del castillo en Miranda de Ebro.
  - Muralla medieval en Salinillas de Buradón.
  - Torre de Doña Ochanda en Vitoria.

### Patrimonio cultural y popular
- El número de museos en los que el viejero puede recrearse es más que adecuado. Entre todos ellos, pueden constituir una pequeña muestra los relacionados a continuación:
  - Museo Arqueológico y de Bellas Artes en Burgos.
  - Museo del Retablo en Burgos.
  - Jardín Botánico en Miranda de Ebro.
  - Museo Vasco de Arte Contemporáneo en Vitoria.
  - Museo del Naipe en Vitoria.

- Tanto el largo tiempo que estas comarcas están pobladas por humanos, como la considerable importancia histórica y actual de muchos de los municipios que las integran dan como resultado muchas de las manifestaciones culturales y folclóricas de mayor arraigo popular. Sirvan de ejemplo:
  - Batalla del Vino en Haro.
  - San Juan del Monte en Miranda de Ebro
  - Alarde de San Marcial en Irún.
  - Milagro de la Gallina en Santo Domingo de la Calzada.
  - Certamen internacional de corales en Tolosa.
  - Festival Internacional de Jazz en Vitoria.
  - Bajada del Celedón en Vitoria.

### Galería de imágenes

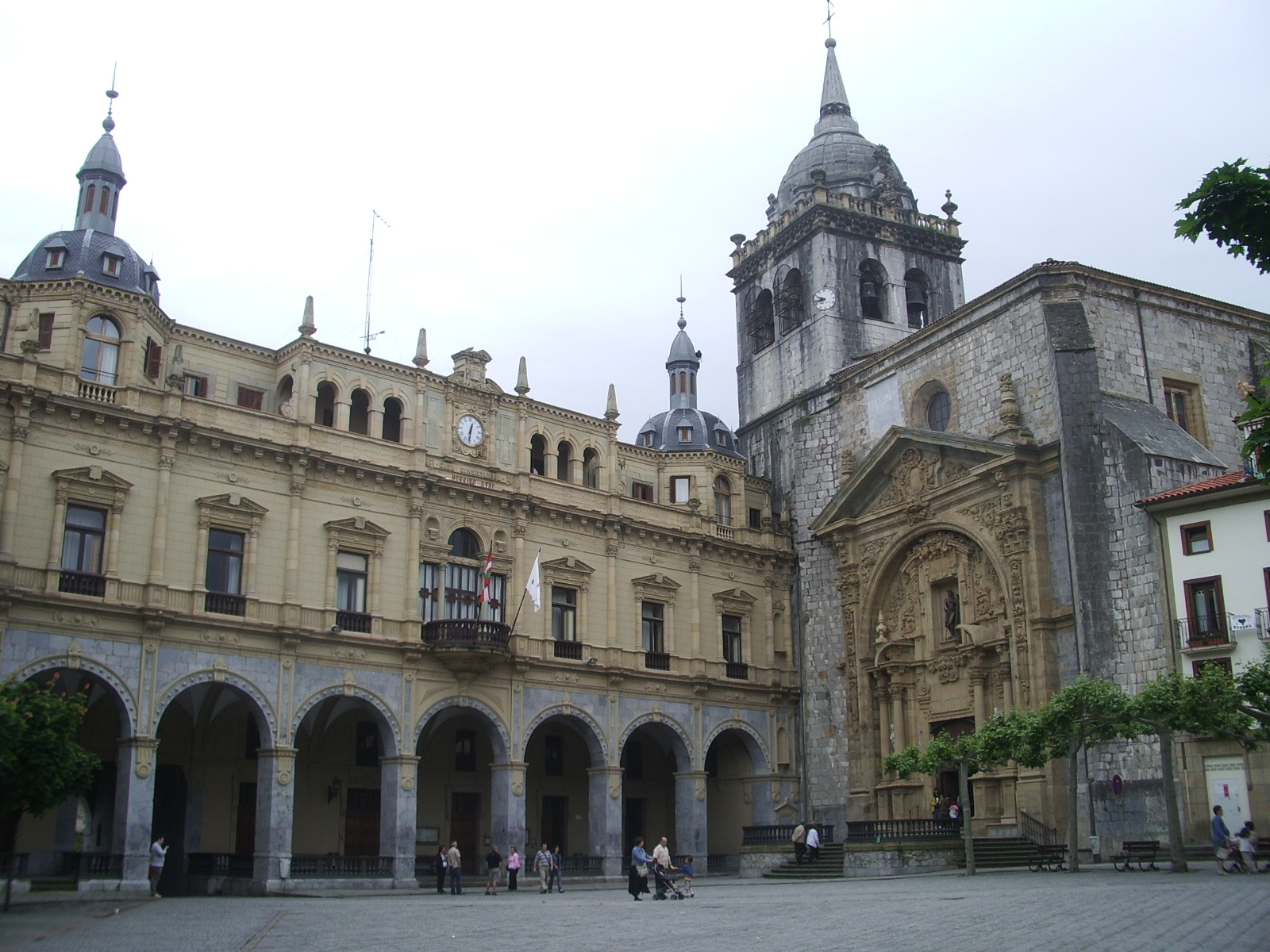
Ayuntamiento de Hernani.
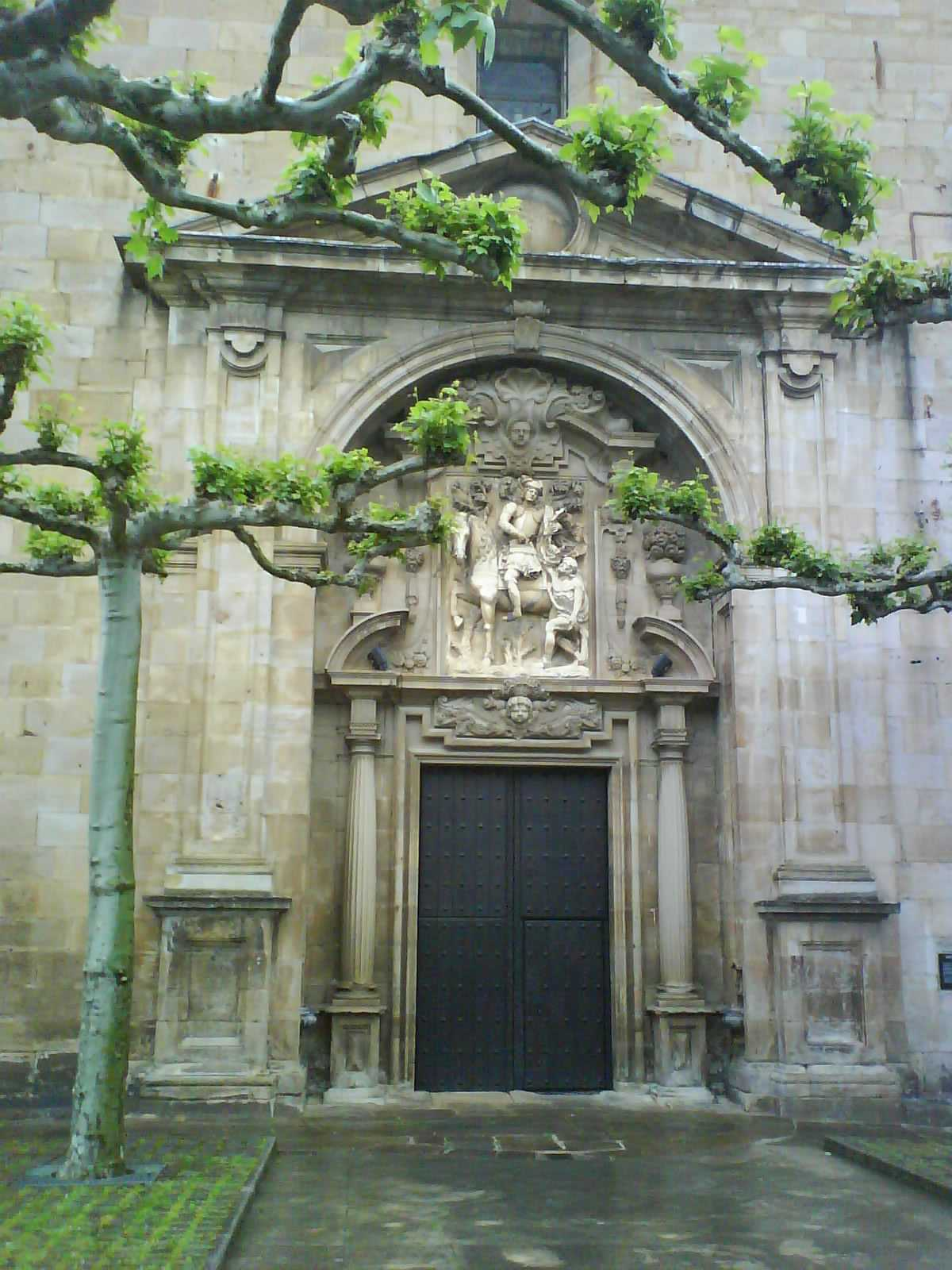
Iglesia de San Martín de Tours en Cegama.
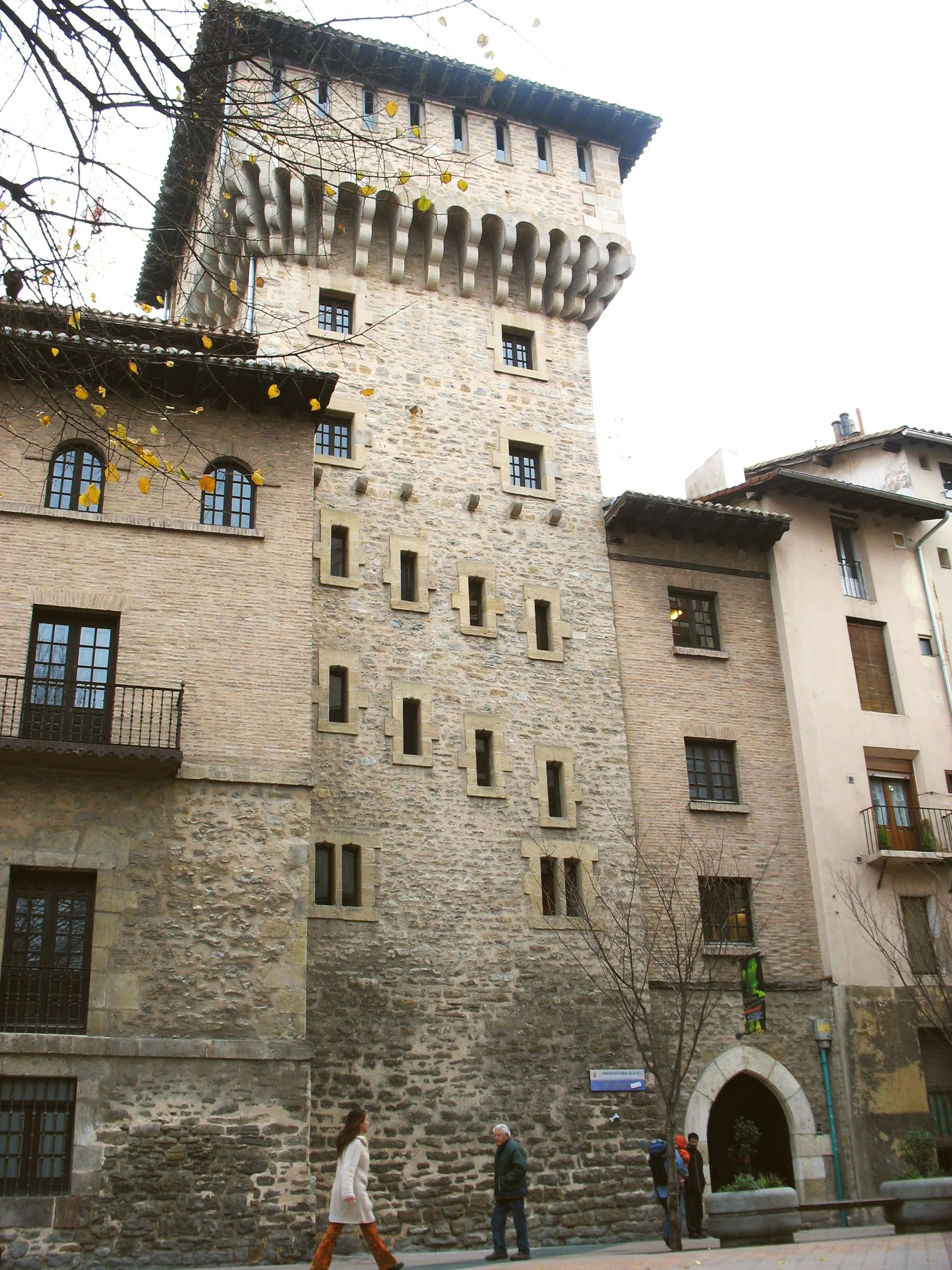
Torre de Doña Ochanda en Vitoria.
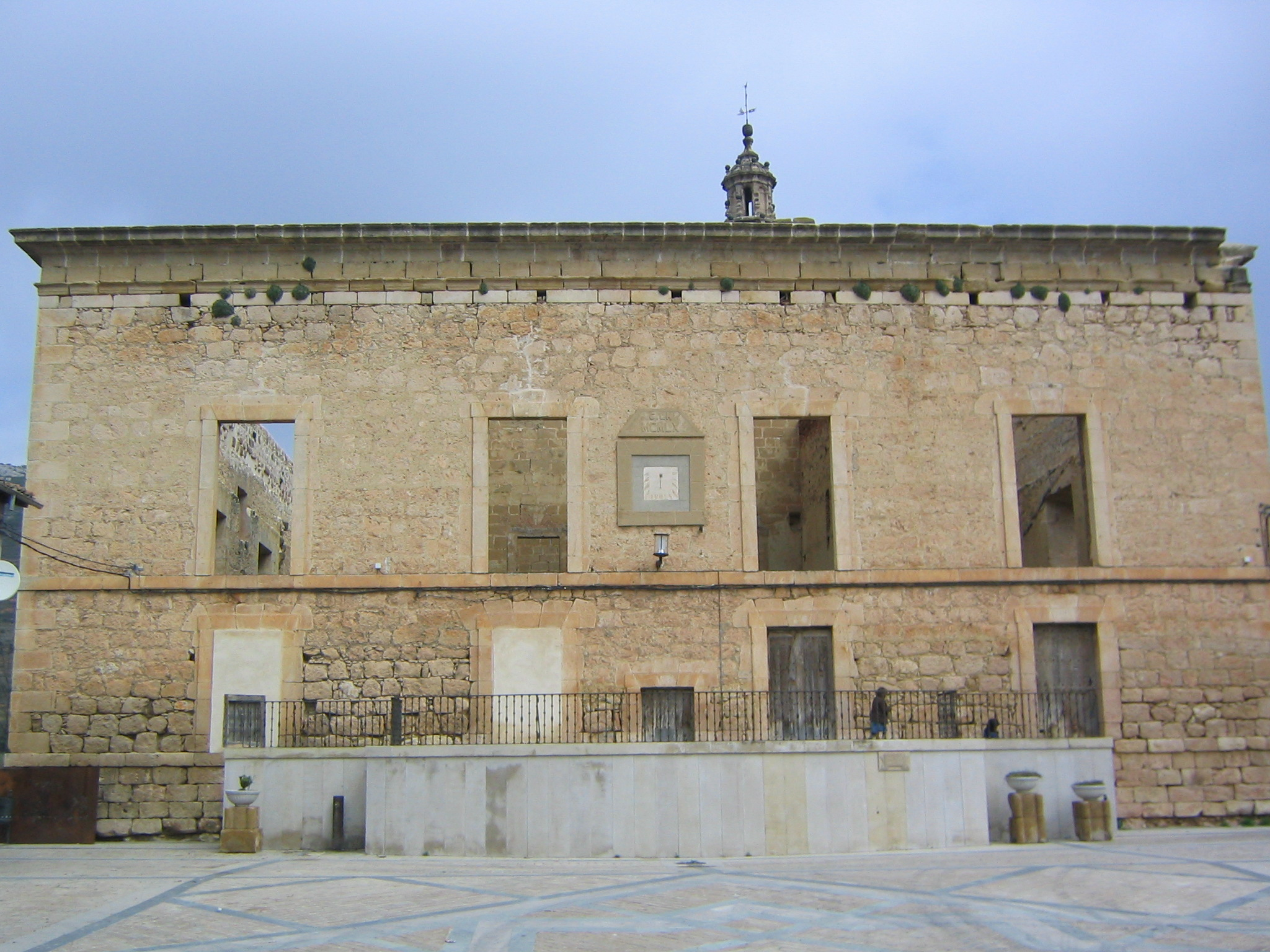
Palacio de los Condes de Oñate en Salinillas de Buradón.
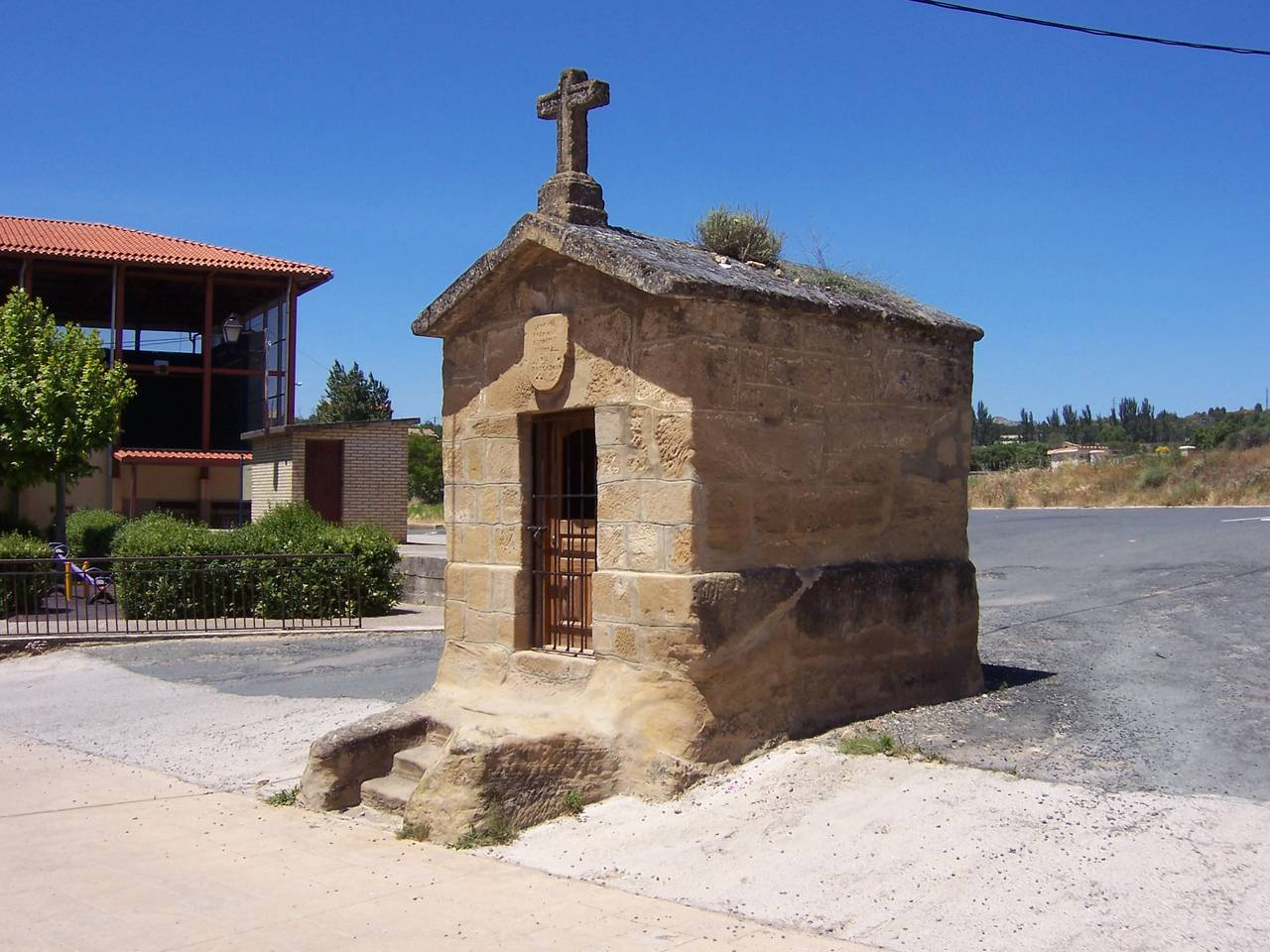
Humilladero de Briñas.
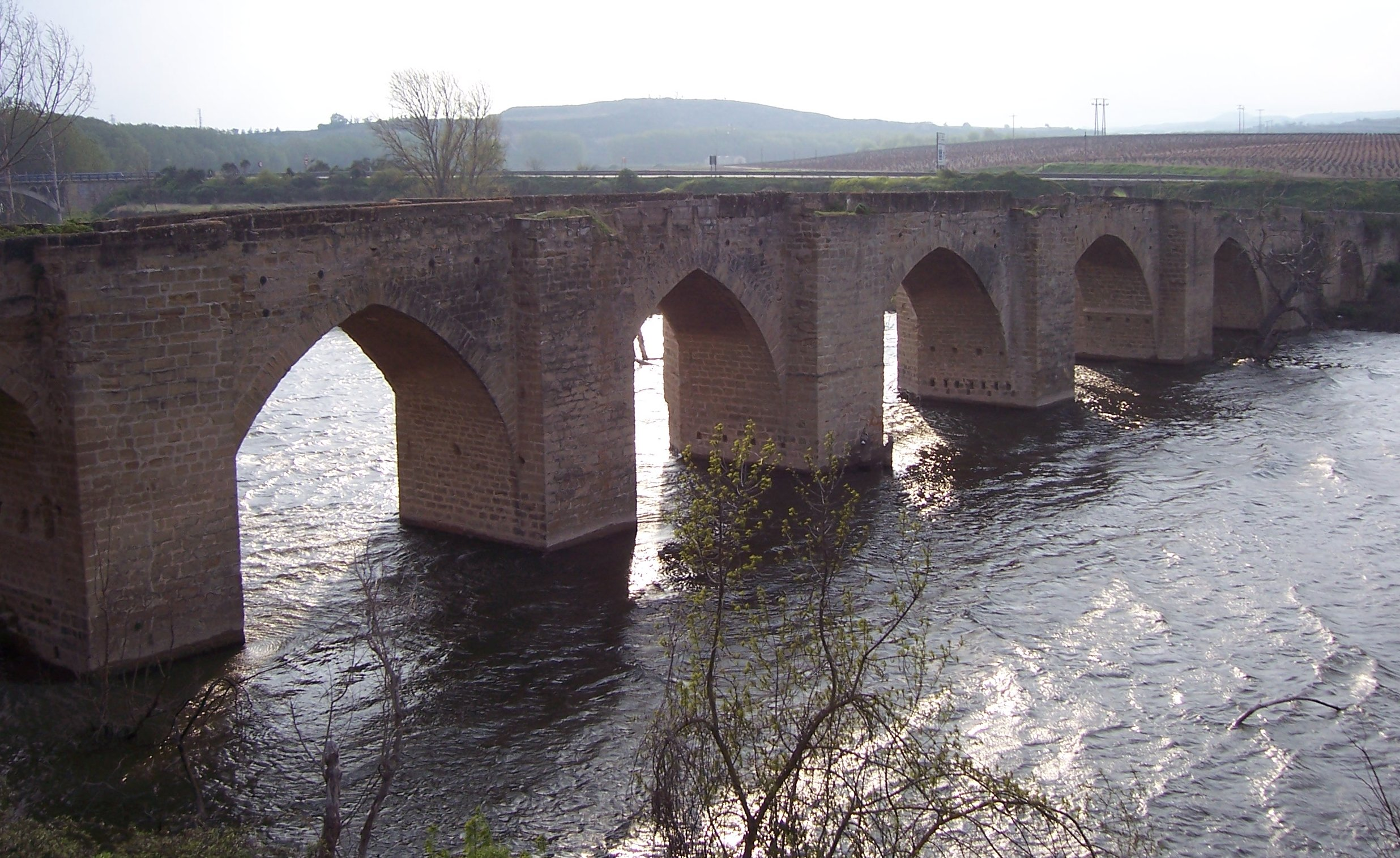
Puente de Briñas en Haro.
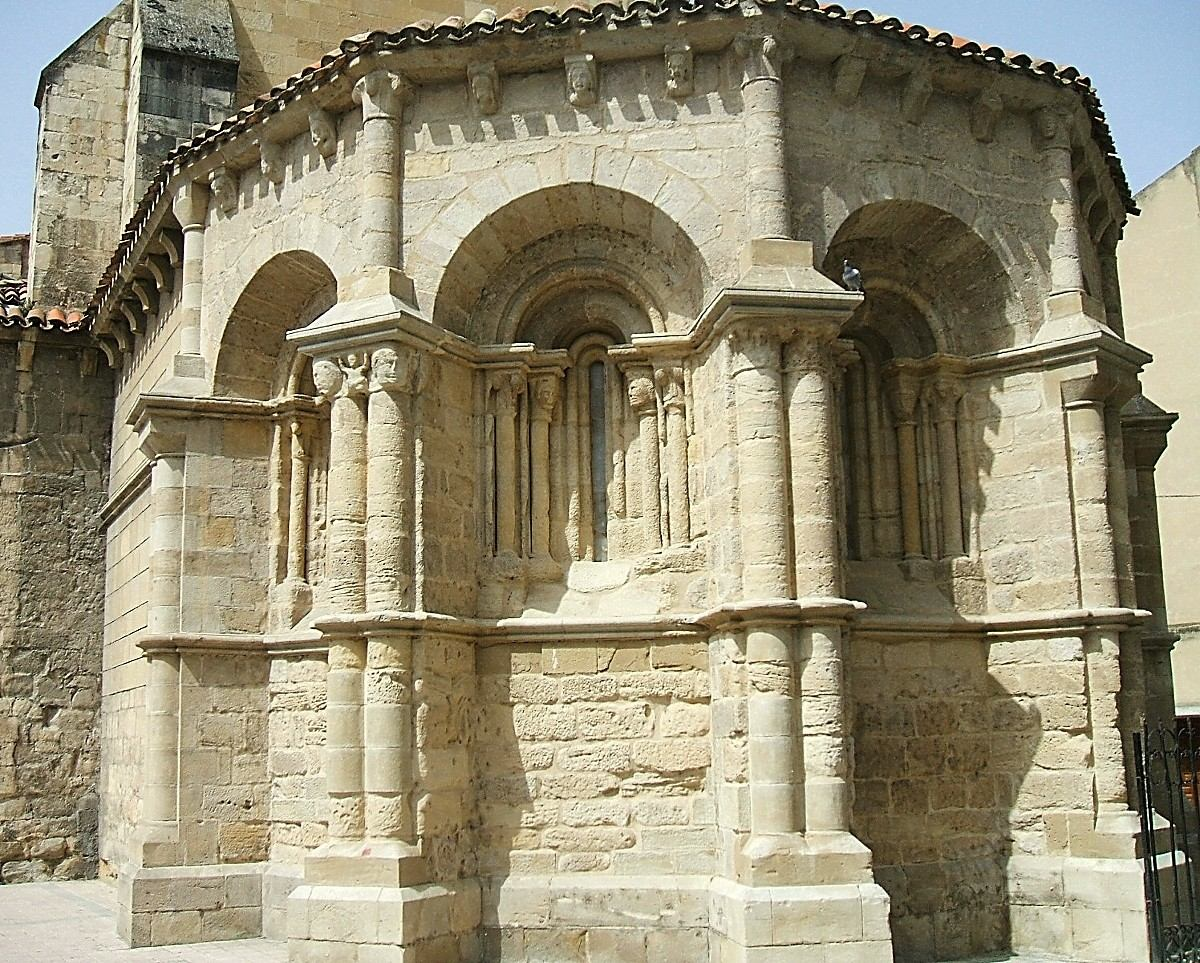
Iglesia del Espíritu Santo, Miranda de Ebro
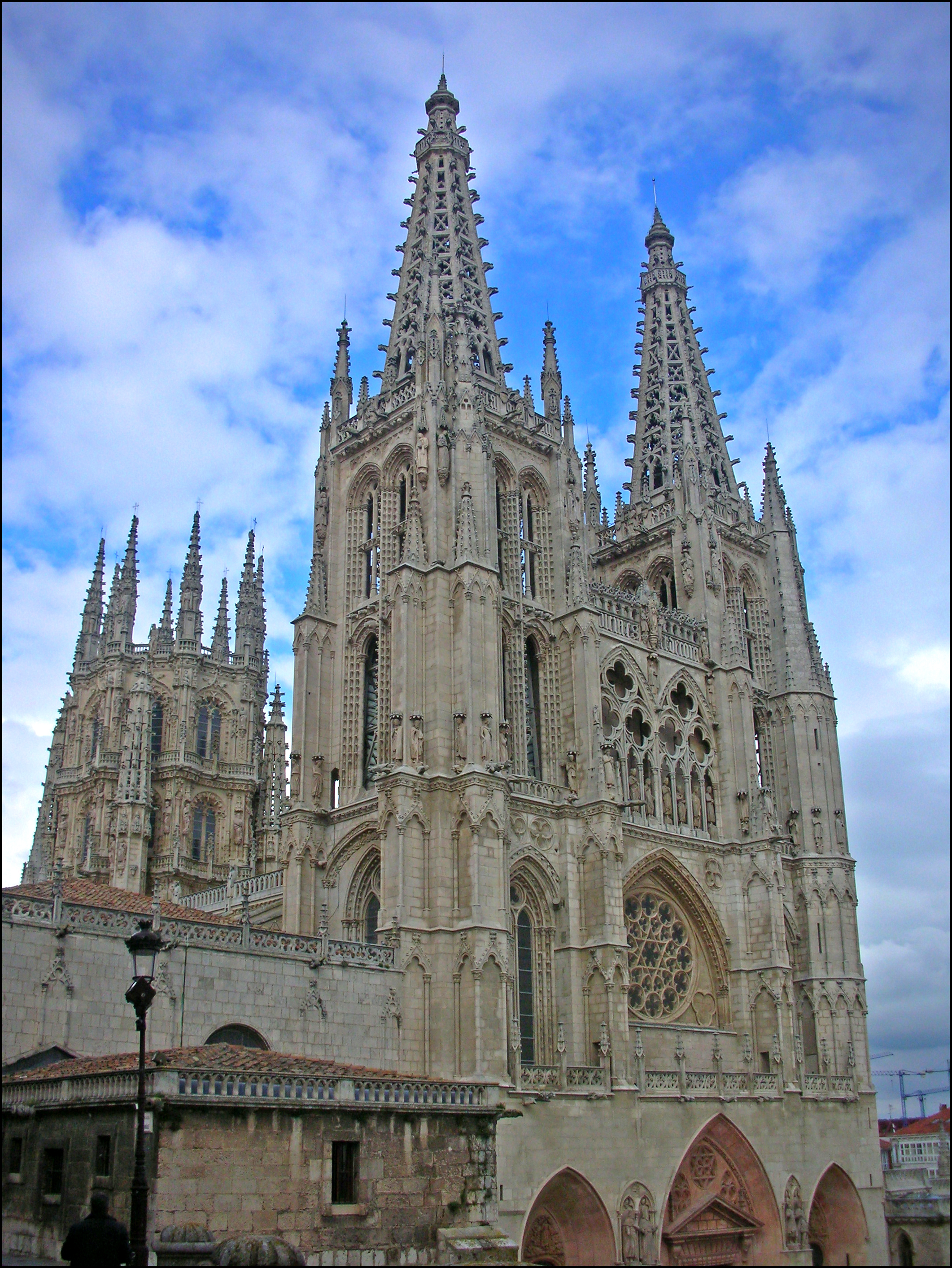
Catedral de Santa María en Burgos.